# カミノテシオ
カミノテシオ（欧字名:Kamino Tesio、1970年4月25日 - 1996年11月21日）は、日本の競走馬、種牡馬。
1974年の天皇賞（秋）を制した。

## 生涯

### デビューまで
ミスチェスターは、北海道浦河町の辻牧場で生産された牝馬である。平地競走で21戦3勝、障害競走で14戦4勝という成績を残し、繁殖牝馬となった。1969年、フランスで生産され日本に輸入された種牡馬のムーティエを交配。1970年4月25日、浦河町の富田牧場にて栗毛の牡馬（後のカミノテシオ）が誕生する。
産まれた仔は、ムーティエ産駒の傾向に反して、素直であり、良い体型の持ち主であった。夏には、高橋英夫調教師が、「カミノ」の冠名を用いる馬主である保手浜正康と仔を引き合わせた。保手浜は、直接仔を見に行くことはせずに、占いで良い結果が示されたことを根拠に所有することを決め、仔を850万円で購入した。なお、馬主名義は保手浜正康であるが、実際は正康の弟である保手浜弘規との共同所有である。
成長するにつれて、オロマップ育成牧場で育成が施された。保手浜により、自身の冠名「カミノ」にイタリアの著名な競走馬生産者のフェデリコ・テシオから「テシオ」を組み合わせた「カミノテシオ」という競走馬名が与えられた。

### 競走馬時代

#### 3-4歳（1972-73年）
1972年9月3日、中山競馬場の新馬戦（芝1000メートル）に岡部幸雄が騎乗し、単勝3番人気でデビュー。後方から追い上げて、2馬身半差をつけて初勝利を挙げた。続いて条件戦と京成杯3歳ステークス敗退の後、11月5日、東京競馬場の条件戦を1馬身4分の1差で2勝目を挙げた。その後、朝日杯3歳ステークスへ出走するはずだったが、調教での怪我により回避した。しかし、長期の離脱には至らず、年末のオープン競走にも出走した。
1973年、4歳となり、1月14日の京成杯に1番人気で出走。後方待機を選択し、最後の直線では5番手ほどに位置から抜け出していたニューサントに外から並びかけた。2頭並んで入線したが、カミノテシオが写真判定によりハナ差先着していることが認められた。騎乗した加賀武見は「直線競り合いになった時、勝てると思いました。並んだら絶対に負けないのがムーティエ産駒のよさです。（中略）馬ごみ〔ママ〕にもまれて強いし、追えば確実に伸びてくるあたりは実に頼もしい。」と評している。
続いて3月4日の弥生賞に出走。大井で無敗の6連勝を達成した後、中央競馬に移籍したハイセイコーに注目が集まり1番人気となり、一方のカミノテシオは3番人気であった。後方待機から、好位のハイセイコー目指して追い上げたが、並ぶことなく4着に敗れた。競走中に右前脚をぶつけて球節を傷つけていたため、仕上がることがないまま皐月賞に出走し7着敗退。騎乗した加賀は、終始馬群の中に位置したことを敗因としていた。
5月3日、東京競馬場マイルのオープン競走で、中団から5馬身の差をつけて4勝目を挙げた。この勝利に高橋は「東京コースの2400メートルなら、この馬の良さが十分に発揮できると思う」と話していた。5月27日の東京優駿（日本ダービー）に出走を予定し、日曜日の発走を前に1枠3番の枠順が与えられた。横尾一彦によれば、木曜日の調教では「絶好の動き」を見せており「ストップ・ザ・ハイセイコーの筆頭」と評されていたという。しかし、土曜日の軽めの調教で最後の仕上げをした後に歩様がおかしくなり、右前脚球節炎の診断を受けて東京優駿は出走取消。それから、治癒まで長引き1年以上の長期休養となった。

#### 5-6歳（1974-75年）
1974年7月14日、新潟競馬場のBSN杯で復帰し、12頭立て10番人気ながら4着。その後、京王杯オータムハンデでは、スガノホマレが日本レコードで制する中3着。毎日王冠でも3着となるなど重賞でも好走するようになった。11月3日の目黒記念（秋）では、初めて2500メートルに出走したが1番人気に推され、1馬身4分の3差で2着となった。11月14日、天皇賞（秋）に5番人気の支持で出走。直線でイチフジイサミとともに内を突いて抜け出し、2頭並んで競り合いとなったが、イチフジイサミに半馬身先着して優勝した。騎乗した加賀は「（前略）折り合いもついたし、直線で内にヨレたが、あれは仕方がない。ダービーのうっぷんを晴らせてホッとしましたよ〔ママ〕」と述懐、タカマガハラ、アサホコ、ベルワイドに続いて天皇賞4勝目を挙げた。
天皇賞以降、6歳でも現役を続行したが、勝利を挙げられなかった。一時休養してまで再起を試みたものの出走することなく、1976年末に競走馬を引退した。

### 種牡馬時代
1977年、北海道門別町の下河辺牧場にて種牡馬となった。内国産種牡馬を冷遇する時代にあって種付け数が伸びず、6年間で14頭の産駒、うち勝利した馬は4頭に留まった。
1982年11月に種牡馬を廃用となり、福島競馬場で乗用馬となった。その後、馬事公苑を挟んで、1986年5月末にJRA宇都宮育成牧場にて功労馬となった。特に馬事公苑では、障害馬術のスポーツ少年団にも用いられた。1996年11月21日、繋養先のスタッフが目を離していた間に老衰で死亡。蹄鉄とたてがみの一部は、晩年を過ごしたJRA宇都宮育成牧場内の馬魂碑に収められている。

## 競走成績
以下の内容は、netkeiba.comおよびJBISサーチの情報に基づく。
| 競走日     | 競馬場 | 競走名         | 格  | 距離 （馬場） | 頭 数 | 枠 番 | 馬 番 | オッズ （人気） | 着順     | タイム   | 騎手        | 斤量 [kg] | 1着馬 （2着馬）    |
| ---------- | ------ | -------------- | --- | ------------- | ----- | ----- | ----- | --------------- | -------- | -------- | ----------- | --------- | ------------------ |
| 1972.09.03 | 中山   | 3歳新馬        |     | 芝1000m（良） | 7     | 1     | 1     | 007.10（3人）   | 01着     | 0-59.1   | 0岡部幸雄   | 52        | （トリノオーギ）   |
| 0000.09.16 | 中山   | あかね賞       | 2下 | 芝1200m（不） | 7     | 4     | 4     | 003.10（1人）   | 02着     | 1:12.5   | 0岡部幸雄   | 52        | アーレス           |
| 0000.10.15 | 中山   | 京成杯3歳S     |     | 芝1200m（良） | 8     | 6     | 6     | 008.30（3人）   | 07着     | 1:12.8   | 0郷原洋行   | 53        | マミーブルー       |
| 0000.11.05 | 東京   | 白菊賞         | 2下 | 芝1400m（良） | 9     | 4     | 4     | 005.20（2人）   | 01着     | 1:24.1   | 0岡部幸雄   | 52        | （サンポウ）       |
| 0000.12.28 | 中山   | 3歳オープン    |     | 芝1600m（重） | 7     | 5     | 5     | 003.80（1人）   | 03着     | 1:40.7   | 0加賀武見   | 54        | ユウシオ           |
| 1973.01.14 | 東京   | 京成杯         |     | 芝1600m（良） | 10    | 2     | 2     | 004.40（1人）   | 01着     | 1:37.2   | 0加賀武見   | 54        | （ニューサント）   |
| 0000.03.04 | 中山   | 弥生賞         |     | 芝1800m（良） | 10    | 8     | 9     | 015.10（3人）   | 04着     | 1:51.4   | 0加賀武見   | 55        | ハイセイコー       |
| 0000.04.15 | 中山   | 皐月賞         |     | 芝2000m（重） | 16    | 2     | 4     | 026.70（5人）   | 07着     | 2:08.0   | 0加賀武見   | 57        | ハイセイコー       |
| 0000.05.03 | 東京   | 4歳オープン    |     | 芝1600m（不） | 6     | 4     | 4     | 003.70（2人）   | 01着     | 1:37.9   | 0加賀武見   | 56        | （シャダイプリマ） |
| 0000.05.27 | 東京   | 東京優駿       |     | 芝2400m（良） | 28    | 1     | 3     | 出走取消        | 出走取消 | 出走取消 | 0加賀武見   | 57        | タケホープ         |
| 1974.07.14 | 新潟   | BSN杯          |     | 芝1600m（良） | 12    | 8     | 12    | 015.9（10人）   | 04着     | 1:35.2   | 0加賀武見   | 56        | サンポウ           |
| 0000.08.10 | 新潟   | 4歳上オープン  |     | 芝1200m（良） | 9     | 8     | 9     | 011.20（5人）   | 05着     | 1:10.3   | 0榮森己喜男 | 53        | サクライワイ       |
| 0000.09.08 | 東京   | 京王杯AH       |     | 芝1800m（良） | 9     | 8     | 8     | 005.00（2人）   | 03着     | 1:47.1   | 0加賀武見   | 54        | スガノホマレ       |
| 0000.09.22 | 東京   | 毎日王冠       |     | 芝2000m（重） | 10    | 2     | 2     | 003.40（2人）   | 03着     | 2:02.0   | 0加賀武見   | 56        | タケクマヒカル     |
| 0000.11.03 | 東京   | 目黒記念（秋） |     | 芝2500m（良） | 8     | 7     | 7     | 003.50（1人）   | 02着     | 2:35.5   | 0加賀武見   | 55        | イナボレス         |
| 0000.11.24 | 東京   | 天皇賞（秋）   |     | 芝3200m（良） | 17    | 4     | 7     | 015.10（5人）   | 01着     | 3:22.4   | 0加賀武見   | 58        | （イチフジイサミ） |
| 1975.01.19 | 東京   | AJCC           |     | 芝2400m（稍） | 11    | 2     | 2     | 001.80（1人）   | 10着     | 2:33.5   | 0加賀武見   | 56        | ストロングエイト   |
| 0000.03.09 | 中山   | 中山記念       |     | 芝1800m（良） | 16    | 6     | 12    | 011.20（6人）   | 10着     | 1:50.9   | 0加賀武見   | 56        | ヒカルジンデン     |
| 0000.08.09 | 新潟   | 4歳上オープン  |     | 芝1200m（良） | 5     | 4     | 4     | 009.20（4人）   | 05着     | 1:10.9   | 0吉岡薫     | 54        | ブルームーン       |
| 0000.10.19 | 東京   | 4歳上オープン  |     | 芝1600m（不） | 9     | 2     | 2     | 007.90（4人）   | 05着     | 1:38.3   | 0富田正信   | 55        | フジノパーシア     |
| 0000.11.02 | 東京   | 目黒記念（秋） |     | 芝2500m（稍） | 13    | 4     | 5     | 010.50（4人）   | 04着     | 2:35.7   | 0岡部幸雄   | 59        | キクノオー         |
| 0000.11.30 | 中山   | クモハタ記念   |     | 芝1800m（良） | 10    | 2     | 2     | 015.20（8人）   | 06着     | 1:51.4   | 0柴田政人   | 59        | ハーバーヤング     |

- 表中の太字強調は、八大競走を表す。

## 血統表
| カミノテシオの血統（プリンスローズ系（セントサイモン系）/Pharos-Fairway 5×3=15.63%） | カミノテシオの血統（プリンスローズ系（セントサイモン系）/Pharos-Fairway 5×3=15.63%） | カミノテシオの血統（プリンスローズ系（セントサイモン系）/Pharos-Fairway 5×3=15.63%） | （血統表の出典）    | （血統表の出典） |
| 父 *ムーティエ Moutiers 1958 栗毛                                                    | 父の父Sicambre 1948 黒鹿毛                                                           | Prince Bio                                                                           | Prince Rose         | Prince Rose      |
| 父 *ムーティエ Moutiers 1958 栗毛                                                    | 父の父Sicambre 1948 黒鹿毛                                                           | Prince Bio                                                                           | Biologie            |                  |
| 父 *ムーティエ Moutiers 1958 栗毛                                                    | 父の父Sicambre 1948 黒鹿毛                                                           | Sif                                                                                  | Rialto              | Rialto           |
| 父 *ムーティエ Moutiers 1958 栗毛                                                    | 父の父Sicambre 1948 黒鹿毛                                                           | Sif                                                                                  | Suavita             |                  |
| 父 *ムーティエ Moutiers 1958 栗毛                                                    | 父の母Ballynash 1946 鹿毛                                                            | Nasrullah                                                                            | Nearco              | Nearco           |
| 父 *ムーティエ Moutiers 1958 栗毛                                                    | 父の母Ballynash 1946 鹿毛                                                            | Nasrullah                                                                            | Mumtaz Begum        |                  |
| 父 *ムーティエ Moutiers 1958 栗毛                                                    | 父の母Ballynash 1946 鹿毛                                                            | Ballywellbroke                                                                       | Ballyferis          | Ballyferis       |
| 父 *ムーティエ Moutiers 1958 栗毛                                                    | 父の母Ballynash 1946 鹿毛                                                            | Ballywellbroke                                                                       | The Beggar          |                  |
| 母 ミスチェスター 1958 鹿毛                                                          | 母の父*ハロウェー Harroway 1940 黒鹿毛                                               | Fairway                                                                              | Phalaris            | Phalaris         |
| 母 ミスチェスター 1958 鹿毛                                                          | 母の父*ハロウェー Harroway 1940 黒鹿毛                                               | Fairway                                                                              | Scapa Flow          |                  |
| 母 ミスチェスター 1958 鹿毛                                                          | 母の父*ハロウェー Harroway 1940 黒鹿毛                                               | Rosy Legend                                                                          | Dark Legend         | Dark Legend      |
| 母 ミスチェスター 1958 鹿毛                                                          | 母の父*ハロウェー Harroway 1940 黒鹿毛                                               | Rosy Legend                                                                          | Rosy Cheeks         |                  |
| 母 ミスチェスター 1958 鹿毛                                                          | 母の母スズマサ 1950 鹿毛                                                             | ミナミホマレ                                                                         | *プリメロ           | *プリメロ        |
| 母 ミスチェスター 1958 鹿毛                                                          | 母の母スズマサ 1950 鹿毛                                                             | ミナミホマレ                                                                         | フロリスト          |                  |
| 母 ミスチェスター 1958 鹿毛                                                          | 母の母スズマサ 1950 鹿毛                                                             | 時孝                                                                                 | 月友                | 月友             |
| 母 ミスチェスター 1958 鹿毛                                                          | 母の母スズマサ 1950 鹿毛                                                             | 時孝                                                                                 | 第参ソネラ F-No.4-r |                  |

### 主な近親
- ボディーガード（又甥-デイリー杯3歳ステークス、阪急杯）
- リンデンスワロー（又甥-黒潮皐月賞、黒潮菊花賞）